# Marble Arch

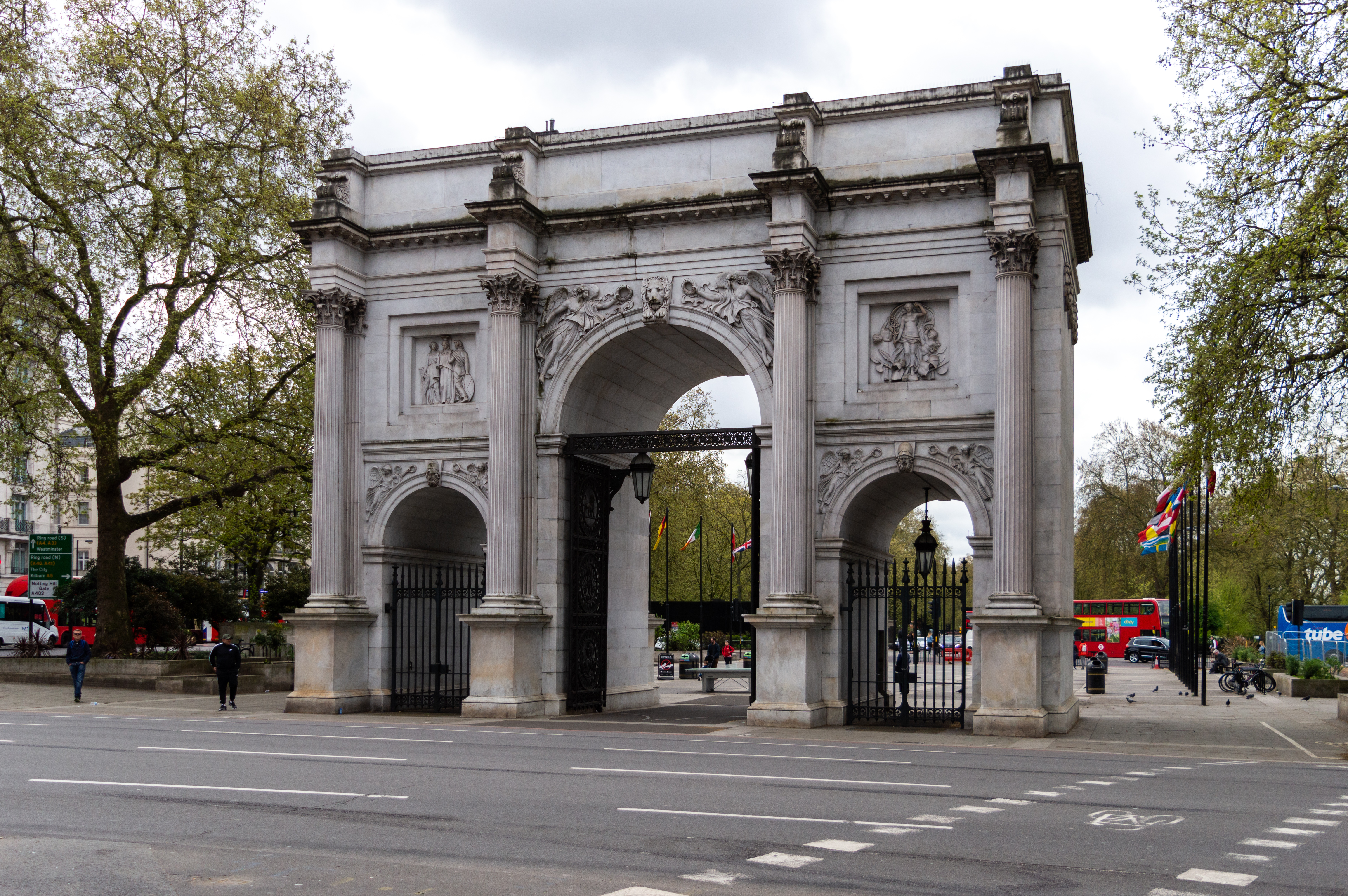

A Marble Arch egy 19. századi fehér márvány diadalív Londonban, Angliában. A szerkezetet John Nash tervezte 1827-ben a Buckingham-palota díszudvarának (cour d’honneur) bejárataként. 1851-ben egy építész, Decimus Burton kezdeményezésére áthelyezték egy elkülönített forgalmi szigetre az Oxford Street, Park Lane és az Edgeware Road csomópontjában.
Kizarólag a királyi család, a királyi hadsereg és a királyi lovas tüzérség haladhat át a diadalív alatt az ünnepi felvonulások alkalmával.
A diadalívről nevezték el az azt körülvevő területet, az Edgeware Road déli részét, valamint egy metrómegállót is.

## Tervezés és megépítés
Nash három boltíves terve Constantinus diadalívén alapul. John Flaxmant választották, hogy elkészítse a jellegzetes szobrot. 1826-ban, Flaxman halála után a megbízást Sir Richard Westmacott, Edward Hodges Baily és J. C. F. Rossi kapták. 1829-ben Sir Francis Chantrey-t bízták meg IV. György bronz lovasszobrának elkészítésével, ez került volna a diadalív tetejére.
Az építkezést 1827-ben kezdték el, azonban 1830-ban a pazarló IV. György király halálát követően leállították, mert az új király - IV. Vilmos - elfogadhatatlannak tartotta az egyre növekedő költségeket.
Az építési munkálatokat 1832-ben újrakezdték, ezúttal Edward Blore felügyelete alatt. Blore jelentősen lecsökkentette a Nash által tervezett „padlás” részt, valamint eltávolította a szobrot is. A diadalív 1833-ban készült el.
A Westmacott által készített szegélydíszeket a Buckingham Palotánál használták fel. Westmacott és Rossi szobrait pedig a Nemzeti Galériánál. 1843-ban IV. György lovas szobrát a Trafalgar téren helyezték el.
A fehér márvány hamar elvesztette világos színét a szmogos londoni levegőtől.

## Áthelyezés

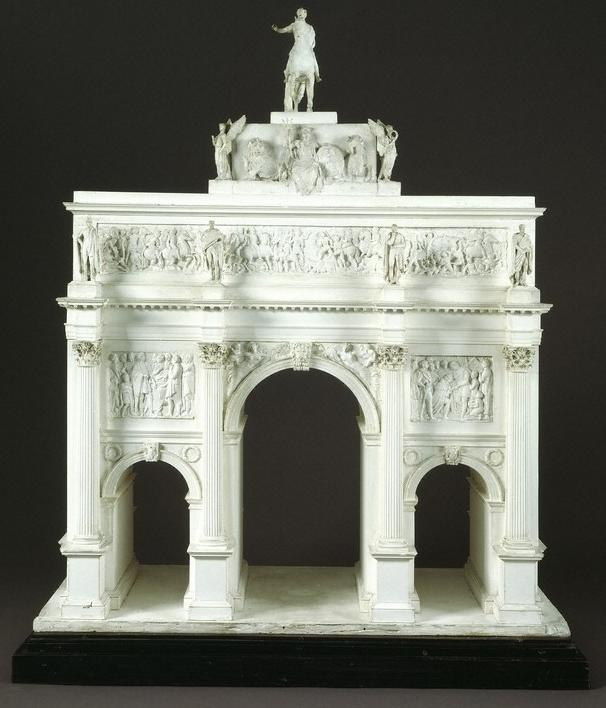

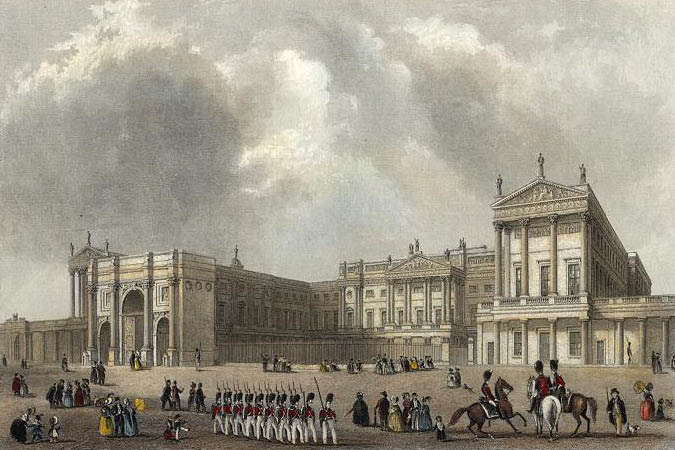

1837-ig - Viktória királynő beköltözéséig - a Buckingham Palota üresen állt. Az azt követő néhány évben azonban kicsinek bizonyult a királyi család növekedésével. Ezt úgy oldották meg, hogy kibővítették a palotát, azáltal, hogy egy keleti szárnyat csatoltak a díszudvarhoz. Ez a homlokzat ma a hivatalos, nyilvános része a palotának.
Az építkezést 1847-ben kezdték meg, ekkor a diadalívet szétbontották, majd később újraépítették a Hyde Park legészakibb csücskébe. Ezt Thomas Cubitt felügyelte. A felújítást 1851 márciusában fejezték be. Egy pletyka szerint a diadalívet azért helyezték át, mert túl szűk volt a királynő hintójához, azonban 1953-ban II. Erzsébet koronázása alkalmával áthaladt alatta a hintó.
Három kisebb méretű helyiség a diadalíven belül rendőrörsként volt használva 1851-től 1968-ig.
2005-ben döntöttek úgy, hogy a diadalívet áthelyezik egy elérhetőbb helyre, egy forgalmi szigetre.

## A Marble Arch környéke
A metrómegállónak köszönhetően a Marble Arch egy hétköznapi, teljesen modern londoni környéket alkot anélkül, hogy az egyházközösség vagy valamilyen intézmény a nevét viselné.
A Marble Arch londoni metrómegálló a központi vonalon van.
A diadalívet körülvevő rész útkereszteződést alkot, összekötve az Oxford Streetet keleten, a Park Lane-t délen, a Bayswater Road-ot nyugaton és az Edgeware Roadot északnyugaton. A közvetlenül a diadalív északi oldalán fekvő rövid út szintén a Marble Arch nevet viseli.
Az egykori Odeon Marble Arch mozi a kereszteződés mellett volt. 1997 előtt ennek a mozinak volt a legnagyobb vetítővászna Londonban, 23 méter széles volt. 2016-ban bezárt, majd ugyanebben az évben lebontották.

## Galéria

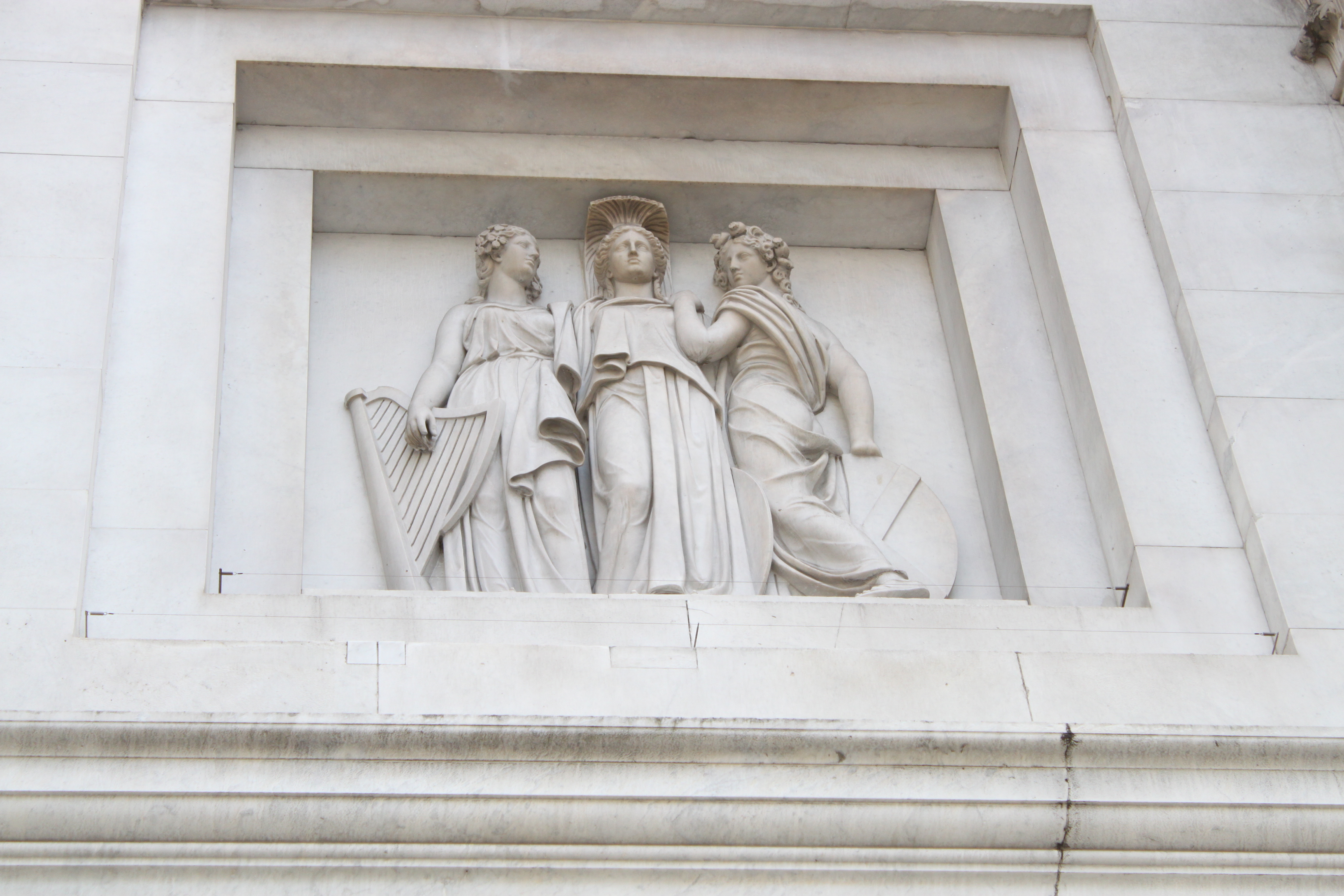
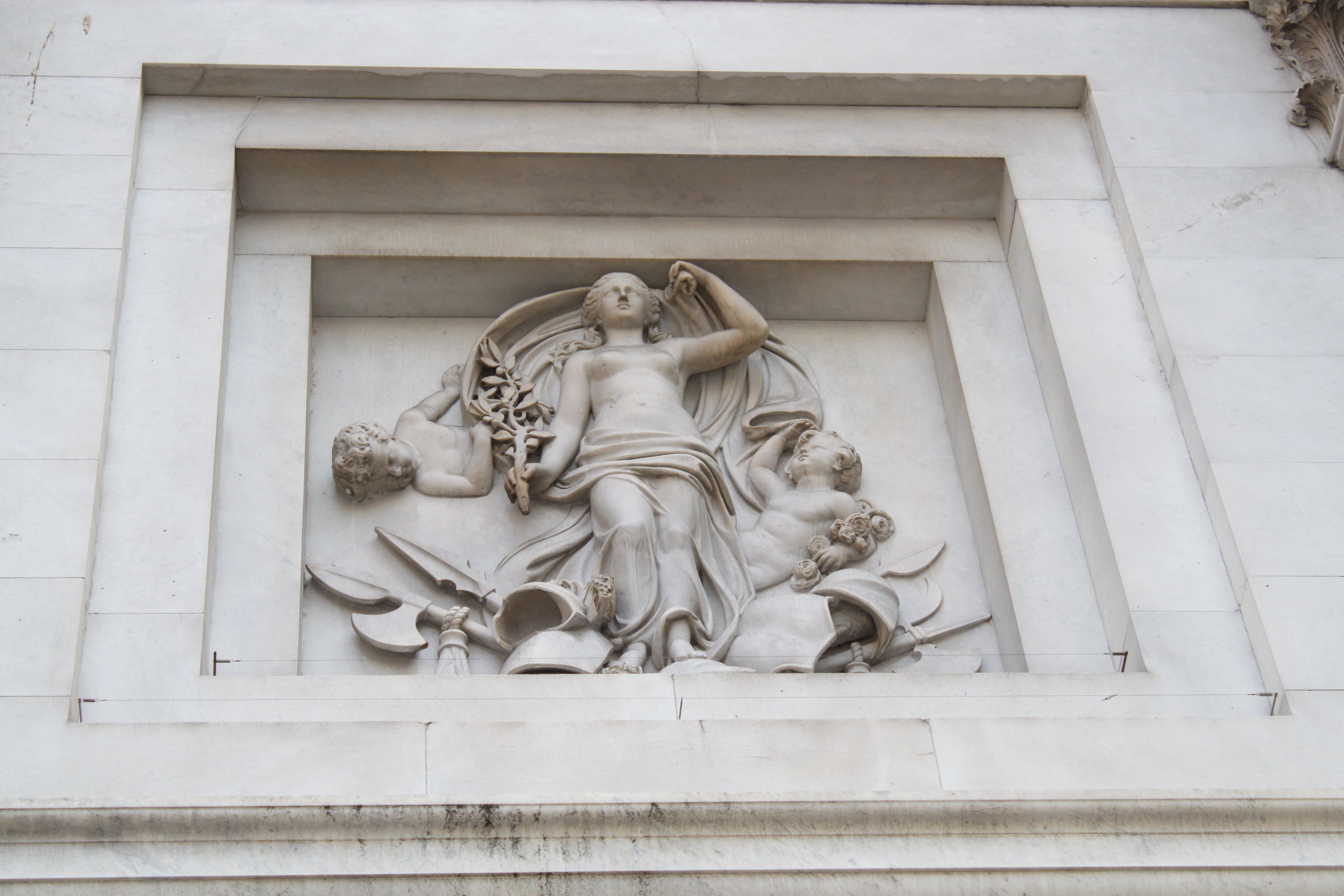
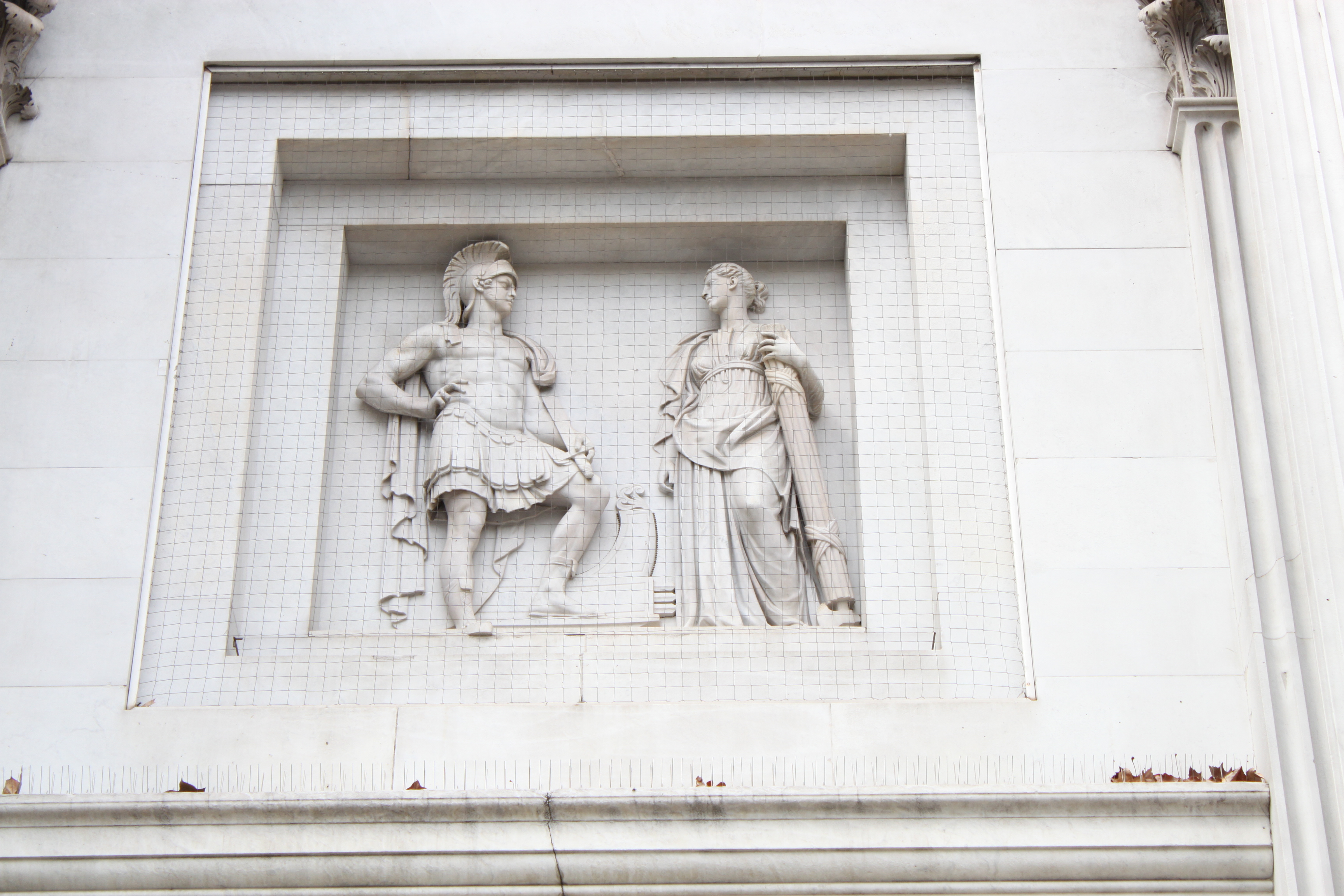

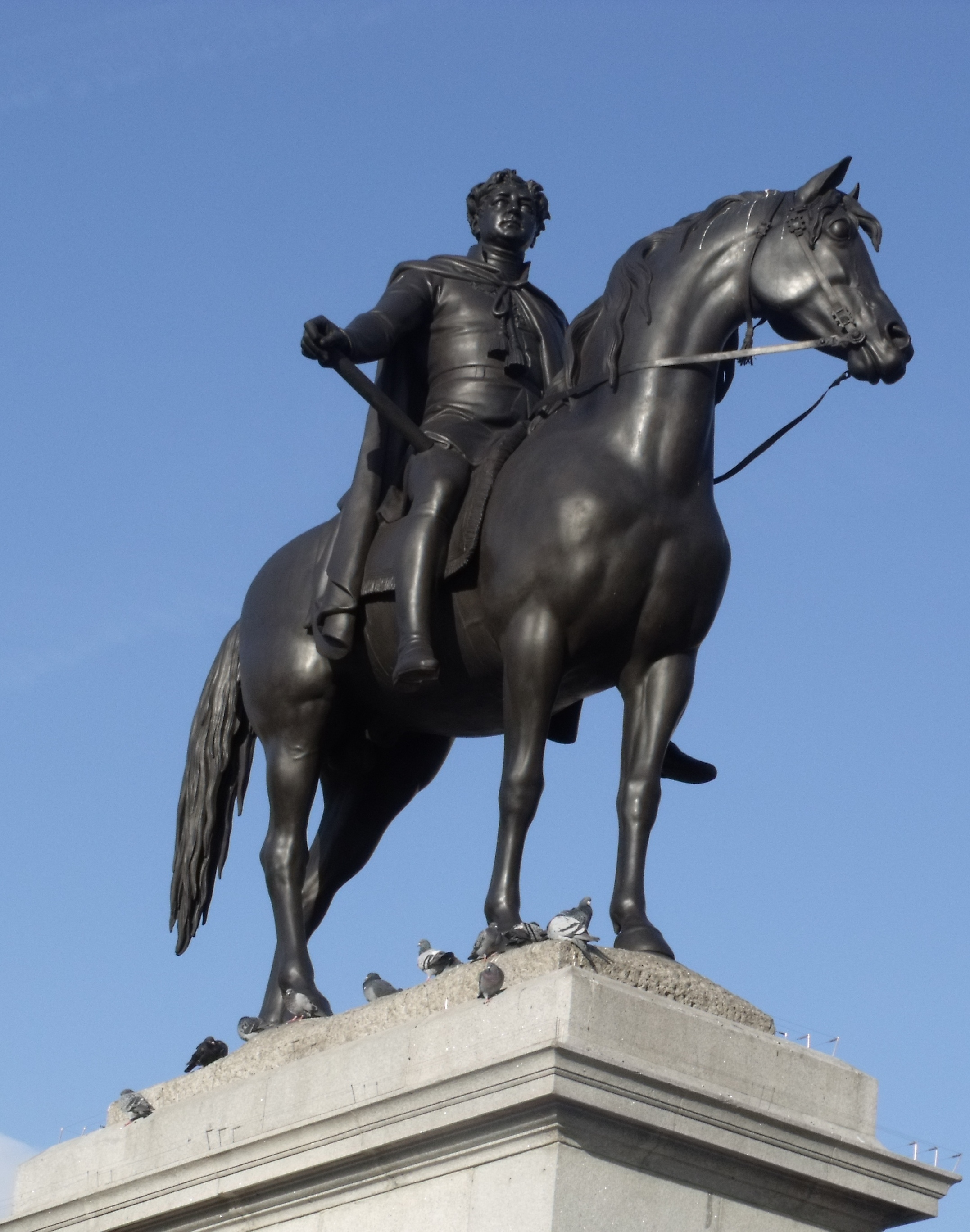
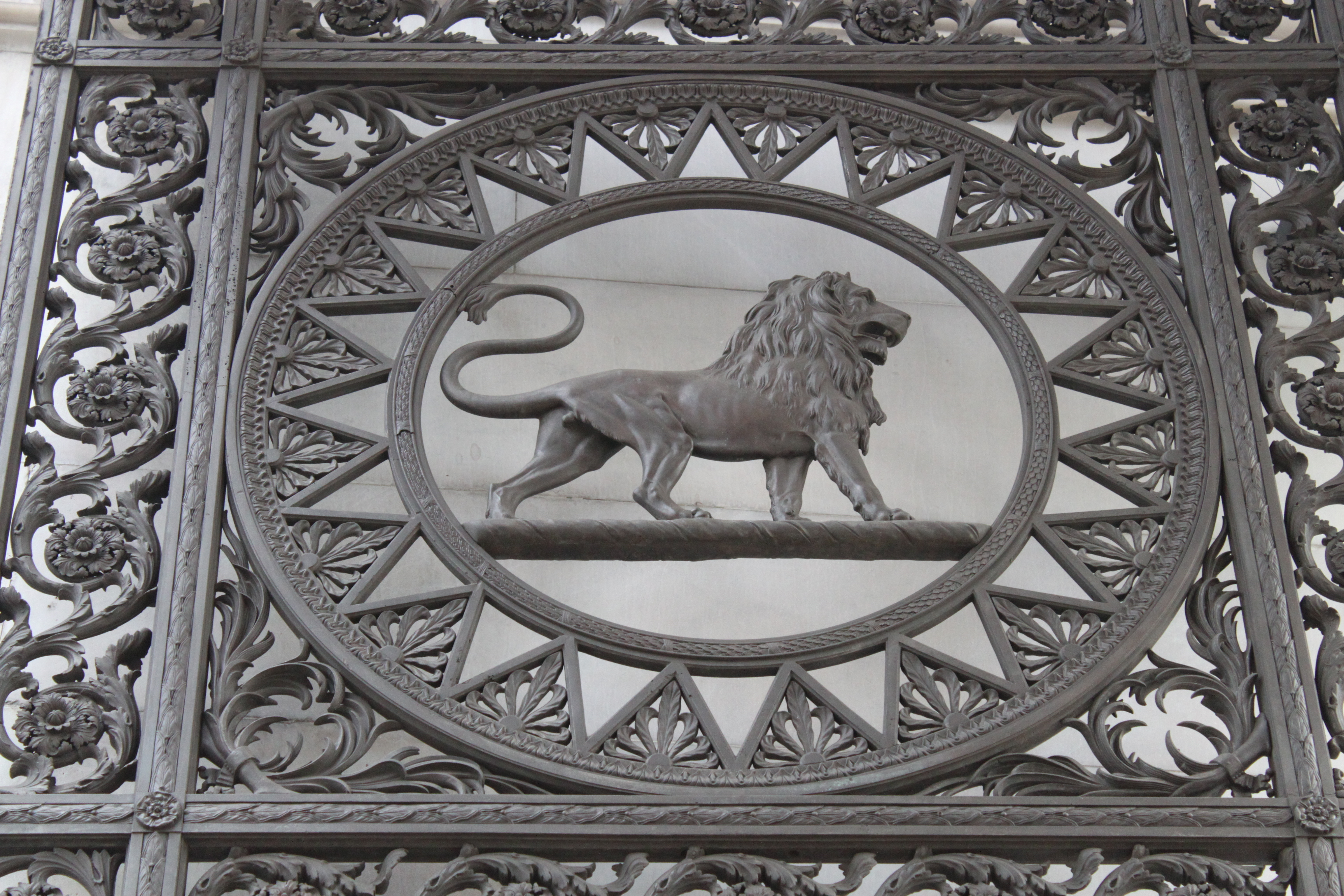
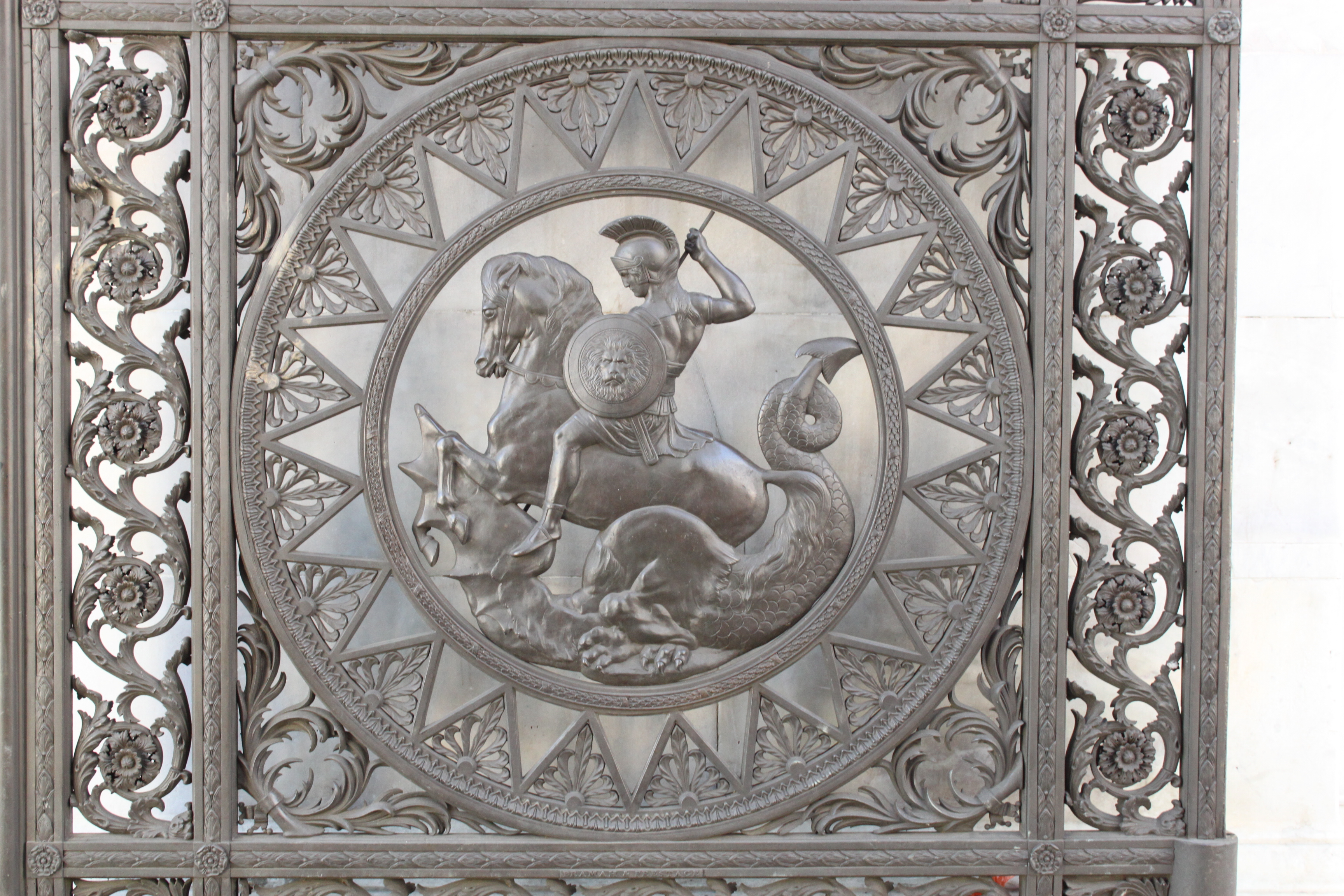